# Dans les bas-fonds
Pour les articles homonymes, voir Bas-fonds.
Pour plus de détails, voir Fiche technique et Distribution.

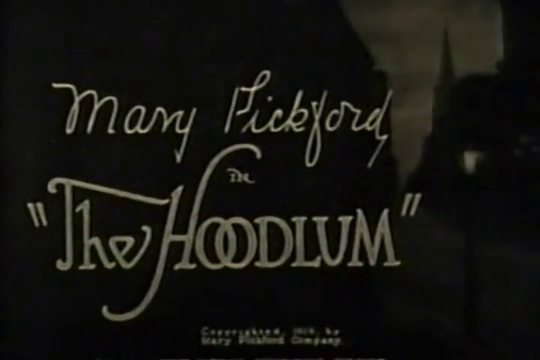

Dans les bas-fonds (The Hoodlum) est un film muet américain de Sidney Franklin, sorti en 1919.

## Synopsis
Amy Burke vit à New York sur la 5e Avenue chez son riche grand-père Alexander Guthrie. Elle le contrarie lorsque, à la veille de leur voyage en Europe, elle décide plutôt d'aller vivre avec son père, un sociologue, dans les bas-fonds de l'East Side, où il peut faire des observations en vue d'une publication. Bien qu'au départ elle soit dégoûtée par son nouvel environnement, Amy finit par apprécier le fait de jouer au "craps", de danser le "shimmy", et de fuir la police. Elle se lie d'amitié avec John Graham, qui a fait de la prison parce que des financiers, dont Alexander Guthrie, en ont fait un bouc émissaire de leurs malversations. Elle se déguise alors en garçon et, avec John, ouvre le coffre-fort de son grand-père. Ils sont pris avec des papiers qui innocentent John. Guthrie, qui s'était déguisé pour surveiller Amy et s'était de ce fait adouci en l'observant, promet de réparer ses torts. Amy et John se marient.

## Fiche technique
- Titre original : The Hoodlum

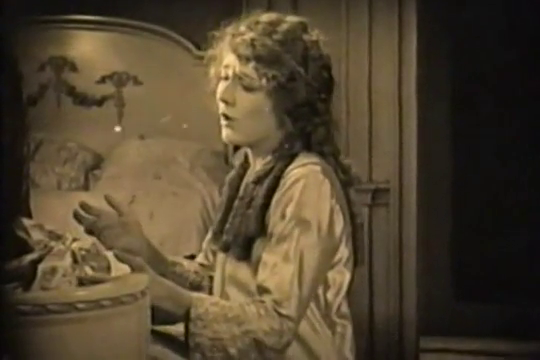
Mary Pickford

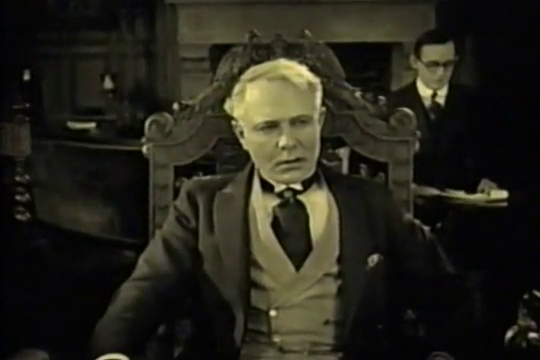
Ralph Lewis

- Titre français : Dans les bas-fonds
- Réalisation : Sidney Franklin
- Assistant : Alfred L. Werker
- Scénario : Bernard McConville d'après le roman Burkeses Amy de Julie Mathilde Lippman
- Direction artistique : Max Parker
- Photographie : Charles Rosher
- Production : Mary Pickford
- Société de production : The Mary Pickford Company
- Société de distribution : First National Exhibitors’ Circuit
- Pays d’origine :  États-Unis
- Langue originale : anglais
- Format : noir et blanc — 35 mm — 1,37:1 — Muet
- Genre : Comédie dramatique
- Durée : 78 minutes
- Date de sortie :
  - États-Unis : 1er septembre 1919
- Licence : domaine public

## Distribution
- Mary Pickford : Amy Burke
- Ralph Lewis : Alexander Guthrie
- Kenneth Harlan : John Graham
- Melvin Messenger : Dish Lowry
- Dwight Crittenden : John Burke
- Aggie Herring : Nora
- Andrew Arbuckle : Pat O’Shaughnessy
- Max Davidson : Abram Isaacs
- Paul Mullen : boxeur